# Matěj Hafera
Matěj Hafera (* 7. června 2005) je český fotbalový brankář hájící barvy Opavy.

## Klubová kariéra
Hafera je odchovanec ostravského Baníku, kde strávil 12 let své kariéry.

### SFC Opava
Do SFC přišel v létě 2023. Sezonu 2023/24 strávil v rezervě, vychytal dvě čisté konta. Do áčka poprvé nakoukl v zimě 2024, když ho trenér Brožek pozval na zimní přípravu. Do prvního soutěžního zápasu v A-týmu nastoupil v posledním ligovém kole proti Vlašimi, když 25. května 2025 odchytal celý zápas, který skončil prohrou Opavských 0:2.